# بوني هيكس
بوني هيكس (بالصينية: 希克斯, 邦妮,؛ بالإنجليزية: Bonny Hicks) هي عارضة وفيلسوفة وكاتِبة سنغافورية، ولدت في 5 يناير 1968 في كوالالمبور في ماليزيا، وتوفيت في 19 ديسمبر 1997 في فلمبان في إندونيسيا بسبب حوادث الطيران.